# Lenka Peterson
Betty Ann Isacson (Omaha, 16 de octubre de 1925-24 de septiembre de 2021) conocida por su nombre artístico Lenka Peterson, fue una actriz estadounidense.

## Biografía y carrera
Nació en Omaha, Nebraska, hija de una técnica de laboratorio y de Sven Isacson, un médico. Fue una de los primeros miembros admitidos al estudio de Actores de Nueva York, Peterson  retratos de Broadway Ella incluida en Sundown Playa (1948), Maude en El arpa de Hierba (1952), Kitty en El Tiempo de Vuestra Vida (1955), Sally y Mary en Completamente Casa (1960), Aumentó en Frutos secos (1980), y Sarah en Quilters (1984), entre otros.
Peterson estuvo nominada para un Tony Premio para Actriz Presentada Mejor en un Musical en 1985, por su papel en Quilters. Ella ha protagonizado en las producciones televisivas tempranas como Hallmark Sala de Fama (1952), El Philco Televisión Playhouse (1955), y Estudio de Actores (1949 y 1950).
También ha sido un miembro de reparto del Young en la serie televisivo Dr. Malone, Busca Mañana, jugando Isabel Moore en 1962 y Evelyn Reedy en 1977, Una Llama en el Viento, Otro Mundial cuando Marie Fenton de 1983-1984 y más tardío Lorna Devon está adoptado abuela , y Código de Venganza.
Peterson es la madre de la actriz Glynnis O'Connor y de cuatro hijos más con su marido Daniel O'Connor, un productor de cine y del noticiero de NBC, quien falleció en 2015.